# Budai
Budai is een dialect van het Rukai, een Tsouïsche taal gesproken in het zuidwesten van Taiwan. Dit bekende dialect is genoemd naar een dorp Budai in het Rukai-taalgebied. De grote meerderheid van de Budai, een "substam" van de Rukai, spreekt echter het Min Nan Chinees.

## Classificatie
- Austronesische talen
  - Formosaanse talen
    - Tsouïsche talen
      - Rukai
        - Budai

## Grammatica en uitspraak
Het Budai kent een opbouwende klemtoon. Dit is net zo in enkele Filipijnse talen, maar uitgebreid onderzoek liet toe te concluderen dat er geen verband is.
Budai · Labuaans · Maga · Mantauran · Tanaans · Tona